# Якана червонолоба
Якана червонолоба (Jacana jacana) — вид сивкоподібних птахів родини яканових (Jacanidae).

## Поширення
Вид поширений в Південній Америці від Панами до Аргентини.

## Опис
Тіло завдовжки близько 17-25 см. Вага тіла 90-125 г. Птах з довгою шиєю і досить довгим жовтим дзьобом. Над дзьобом є червоний м'ясистий наріст. Оперення чорне та коричневе. Махові пера жовто-зелені. Ноги довгі та сіруваті. Пальці довгі, до 4 см завдовжки, призначені для ходьби по водній рослинності.

## Спосіб життя
Навколоводні птахи. Завдяки довгим ногам з довгими пальцями, пристосовані для ходьби по заростях водних рослин. Вони погано літають, але добре пірнають та плавають. Живляться водними комахами, молюсками та іншими безхребетними, рідше насінням. Гнізда будують серед водної рослинності. Для виду характерна поліандрія. Самиця після спаровування відкладає 4 яйця у гніздо. Після цього вона йде на пошуки іншого партнера, а кладкою і потомством опікується самець.